# مارتن ويبر (لاعب كرة قدم)
مارتن ويبر هو لاعب كرة قدم سويسري، ولد في 24 أكتوبر 1957 في بارغن في سويسرا. شارك مع منتخب سويسرا لكرة القدم. أما مع النوادي، فقد لعب مع نادي بيل-بيين ونادي يانغ بويز.

## وصلات خارجية
- مارتن ويبر على موقع الاتحاد الأوربي (الإنجليزية)
- مارتن ويبر على موقع قاعدة بيانات كرة القدم.إي يو (الإنجليزية)
- مارتن ويبر على موقع ناشيونال فوتبول تيمز (الإنجليزية)